# Lon Grahnke
Lon Grahnke (* 21. Januar 1950 in Cook County, Illinois; † 1. September 2006 in Chicago, Illinois) war ein US-amerikanischer Filmkritiker und Journalist.

## Leben
Lon Grahnk wurde als Sohn von Grace und Arthur Grahnke geboren. Er wuchs in Lyons auf. 1968 machte er seinen Schulabschluss an der Berwyn’s Morton West High School und 1972 seinen Abschluss als Jahrgangsbester am Columbia College. Anschließend wurde er Reporter bei der Suburban Week und später bei der Chicago Daily News. Ab 1990 war er für die Fernsehkritik bei der Chicago Sun-Times verantwortlich. 1998 hörte er mit der Filmkritik auf, um Journalismus zu unterrichten. Er blieb bei der Times bis 2001 und wurde dann durch Phil Rosenthal ersetzt.
Am 1. September 2006 verstarb Grahnke an den Folgen der Alzheimer-Krankheit. Er wurde 56 Jahre alt und hinterließ seine Frau Gwen Gotsch, drei gemeinsame Kinder und wurde von beiden Eltern überlebt.